# Roko Glasnović
Roko Glasnović (Šibenik, 2. srpnja 1978.) prelat je Katoličke Crkve i trenutni biskup dubrovački.

## Životopis

### Mladost i školovanje
Rođen je u Šibeniku. Osnovnu školu pohađao je u Janjevu na Kosovu i u Šibeniku. Završio je srednju Tehničku školu u Šibeniku. Od 1999. do 2005. studirao je teologiju na Katoličkom bogoslovnom fakultetu u Splitu, a od 2005. do 2008. pastoralnu teologiju na Papinskom lateranskom sveučilištu u Rimu.

### Svećeništvo
Za svećenika Šibenske biskupije zaređen je 2. srpnja 2005. godine. Bio je župnik u župi Pohođenja BDM Njivice, povjerenik za pastoral braka i obitelji Šibenska biskupija, osobni tajnik biskupa Ante Ivasa i Tomislava Rogića, upravitelj župe sv. Margarite u Jadrtovcu, župe sv. Petra na Kapriju i župe Uznesenja BDM na Žirju, ekonom Šibenska biskupija, ravnatelj Katoličkog školskog centra i predstojnik Biskupijskog ureda za škole.

### Biskupstvo
Dana 30. studenoga 2021., Apostolska nuncijatura u RH, objavila je da ga je papa Franjo imenovao dubrovačkim biskupom.
U subotu, 22. siječnja 2022., u dubrovačkoj je katedrali zaređen za dubrovačkoga biskupa. Glavni zareditelj bio je msgr. Petar Palić, biskup mostarsko-duvanjski i trajni apostolski upravitelj trebinjsko-mrkanski, a suzareditelji msgr. Mate Uzinić, nadbiskup koadjutor riječki i dotadašnji apostolski administrator Dubrovačke biskupije i msgr. Tomislav Rogić, biskup šibenski. Prezbiteri pratitelji bili su njegov brat Don Franjo Glasnović, župnik župe Našašća sv. Križa u Vodicama i dekan Vodičko-Kninskog dekanata u Šibenskoj biskupiji te don Hrvoje Katušić, generalni vikar Dubrovačke biskupije.